# فيكي كريبس
فيكي كريبس (بالفرنسية: Vicky Krieps)‏ هي ممثلة لوكسمبورغية، ولدت في 4 أكتوبر 1983 في لوكسمبورغ.

## أعمال

### أفلام
- (2011) أنونيموس[8]
- (2011) هانا[9]
- (2012) حياتان[10]
- (2014) أخطر الرجال المطلوبين[11][12]
- (2015) كولونيا[13]
- (2017) الشاب كارل ماركس
- (2017) فانتوم ثريد
- (2018) الفتاة في نسيج العنكبوت

## وصلات خارجية
- فيكي كريبس على موقع IMDb (الإنجليزية)
- فيكي كريبس على موقع روتن توميتوز (الإنجليزية)
- فيكي كريبس على موقع مونزينجر (الألمانية)
- فيكي كريبس على موقع قاعدة بيانات الأفلام العربية
- فيكي كريبس على موقع ألو سيني (الفرنسية)
- فيكي كريبس على موقع أول موفي (الإنجليزية)
- فيكي كريبس على موقع قاعدة بيانات الأفلام السويدية (السويدية)
- فيكي كريبس على موقع قاعدة بيانات الفيلم (الإنجليزية)
- فيكي كريبس على موقع كينوبويسك (الروسية)